# Aktepe (Avanos)
 (mai 2025).
Si vous disposez d'ouvrages ou d'articles de référence ou si vous connaissez des sites web de qualité traitant du thème abordé ici, merci de compléter l'article en donnant les références utiles à sa vérifiabilité et en les liant à la section « Notes et références ».
Aktepe est un village en Turquie situé dans le district d'Avanos, dans la province de Nevşehir en Cappadoce.

## Crédit de traduction
- (tr) Cet article est partiellement ou en totalité issu de l’article de Wikipédia en turc intitulé « Aktepe, Avanos » (voir la liste des auteurs).